# Alvis Saladin

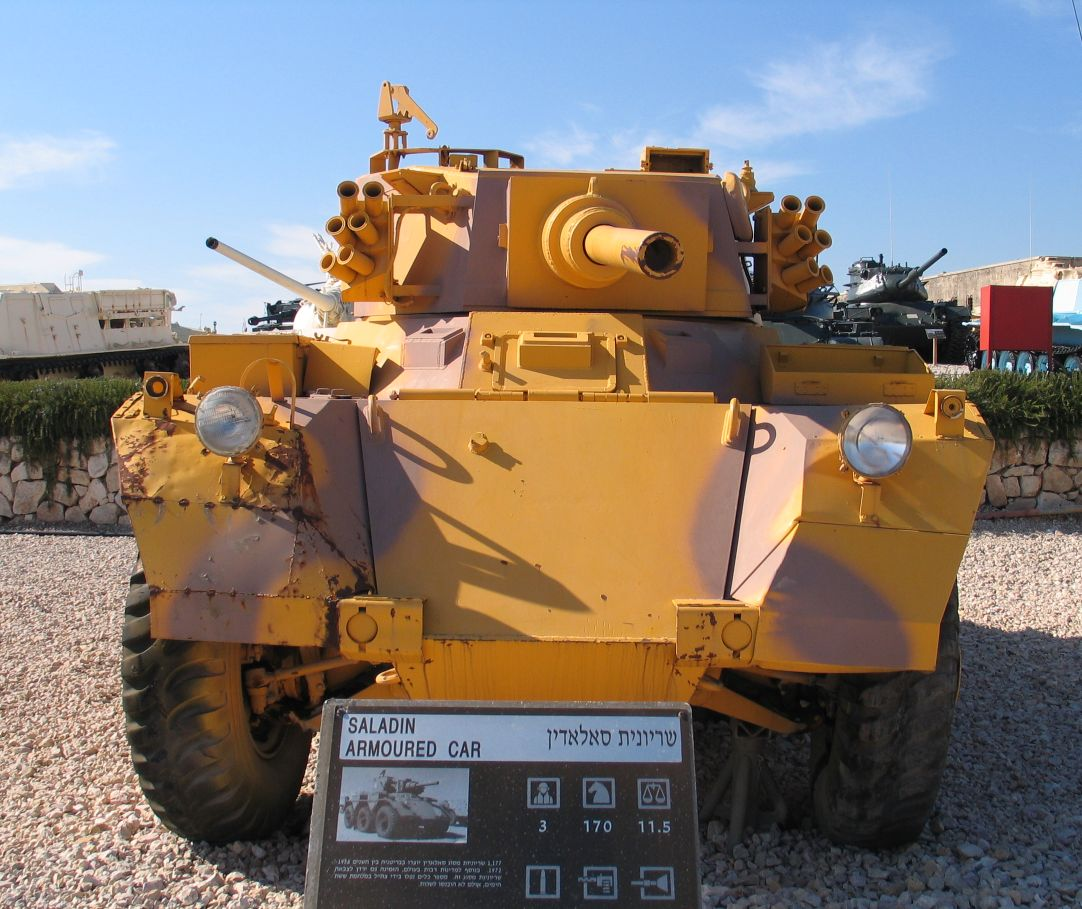
Alvis Saladin vooraanzicht

De Alvis Saladin is een Brits gepantserd gevechtsvoertuig geproduceerd door Alvis. Het werd vooral gebruikt door het Britse leger, maar na verkoop werd de Saladin ook door andere strijdkrachten gebruikt. In 1972 werd de productie gestaakt en in totaal zijn 1177 voertuigen gemaakt.

## Historie
Direct na de Tweede Wereldoorlog, in 1946, gaf het Britse leger opdracht voor een nieuw te ontwikkelen gevechtsvoertuig ter vervanging van de Daimler Mark 2- en AEC Mark 3- pantserwagens. Alvis startte met de ontwikkeling van de Alvis Saladin. In 1948 was het ontwerp klaar en kreeg het de militaire aanduiding FV 601. Het ontwerp maakte deel van een serie van vier voertuigen, de (fighting vehicle) FV 600-serie. Op hetzelfde chassis van de Saladin bouwde Alvis ook de Salamander, Saracen en Stalwart. Het chassis, ophanging en aandrijflijn waren in alle gevallen min of meer gelijk, maar de uitvoeringen verschilden wat betreft motor, versnellingsbak en remsysteem afhankelijk van de taak waarvoor de voertuigen bestemd waren.
Het eerste ontwerp ging uit van een bemanning van vier personen; de bewapening bestond uit een tweeponder. In februari 1948 werd dit kanon vervangen door een zwaardere versie met een kaliber van 76 mm. Kort daarna liep de ontwikkeling van de Saladin vertraging op. Het Britse leger was betrokken bij een guerrillastrijd in Maleisië, van 1948 tot 1960, en had dringend behoefte aan een pantserinfanterievoertuig. De Saracen kreeg voorrang waardoor de eerste prototypen van de Saladin pas in 1952 en 1953 beschikbaar kwamen. In 1959 kwamen de eerste Saladins bij het Britse leger in dienst.

## Beschrijving
Bij de Alvis Saladin was de watergekoelde benzinemotor achterin geplaatst. De motor was een Rolls-Royce B80 Mark 6A, met acht cilinders en een vermogen van 170 pk bij 3750 toeren per minuut. De drie brandstoftanks hadden een totale inhoud van 240 liter benzine, voldoende voor een bereik van zo’n 400 kilometer. Het voertuig had aandrijving op alle zes wielen (6×6), waarvan de voorste twee aan beide zijden stuurbaar waren.
De romp was gemaakt van stalen platen met een maximale dikte van 32 millimeter. Ze waren aan elkaar gelast. Het pantser bood alleen bescherming tegen het vuur van lichte wapens of granaatscherven. Het voertuig was uitgerust met een 76mm-kanon  en 42 granaten konden worden meegenomen. De toren kon volledig ronddraaien. De loop had een elevatie van −10 tot +20 graden.
Het voertuig bood ruimte aan een chauffeur, commandant en schutter. De bestuurder zat voorin in het midden en de andere twee bemanningsleden zaten in de geschutskoepel. De commandant, tevens lader van het kanon, zat rechts en de schutter links. Boven beide posities was een luik om naar binnen en buiten te gaan. Er was verder plaats voor twee Browning M1919 machinegeweren, hiervan was er een coaxiaal geplaatst links van het kanon en een tweede exemplaar boven op de koepel.
Het was niet amfibisch maar kon zonder grote problemen water van 1 meter diep doorwaden. Met extra voorbereiding kon dit worden verdubbeld. Het voertuig bood geen bescherming tegen NBC-wapens en door het ontbreken van nachtkijkers was alleen inzet overdag mogelijk.

## Inzet
Het voertuig is tussen 1959 en 1991 ingezet. In totaal zijn er 1177 exemplaren gemaakt. Tijdens de Golfoorlog van 1990-1991 vernietigden Saladins van Koeweit enkele T-55 tanks van het Iraakse leger in de straten van Koeweit. Veel voertuigen zijn ook gebruikt in Oman. In de periode 1972–1976 was er een opstand in Dhofar waar ze tegen de opstandelingen zijn ingezet.
Begin jaren 70 verdwenen de voertuigen uit actieve dienst bij het Britse leger. Ze werden vervangen door Alvis Scorpion volrupsvoertuigen. De voertuigen werden verkocht en veel zijn nog jaren in gebruik geweest in diverse landen.